# Schneeball (Gebäck)

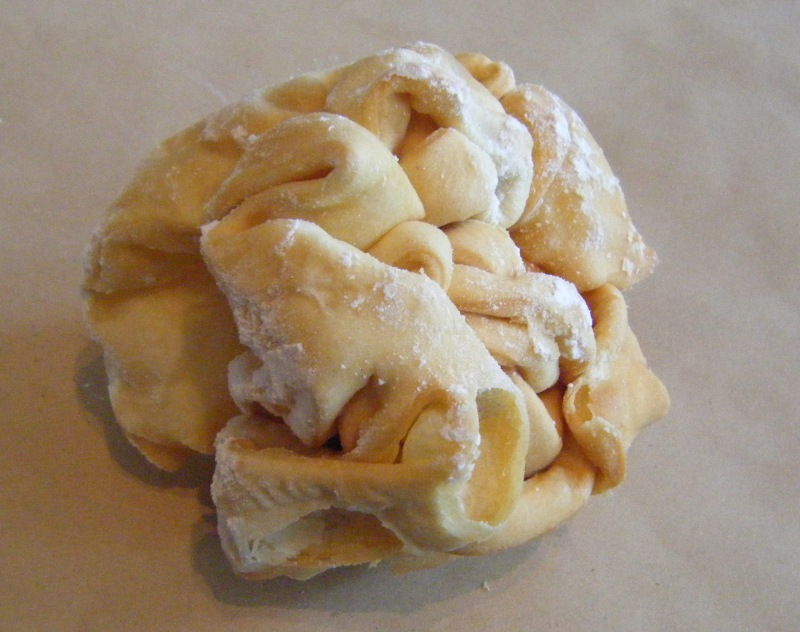
Schneeballen

Ein Schneeball, häufig auch Schneeballen genannt, ist ein Gebäck aus Mürbeteig, das in Österreich und in der Region Hohenlohe/Franken (Rothenburg ob der Tauber, Feuchtwangen, Dinkelsbühl) bekannt ist. Seinen Namen verdankt es seiner kugeligen Form und der traditionellen Dekoration mit Puderzucker. Der Schneeballen hat einen Durchmesser von zirka acht bis zehn Zentimetern.

## Geschichte

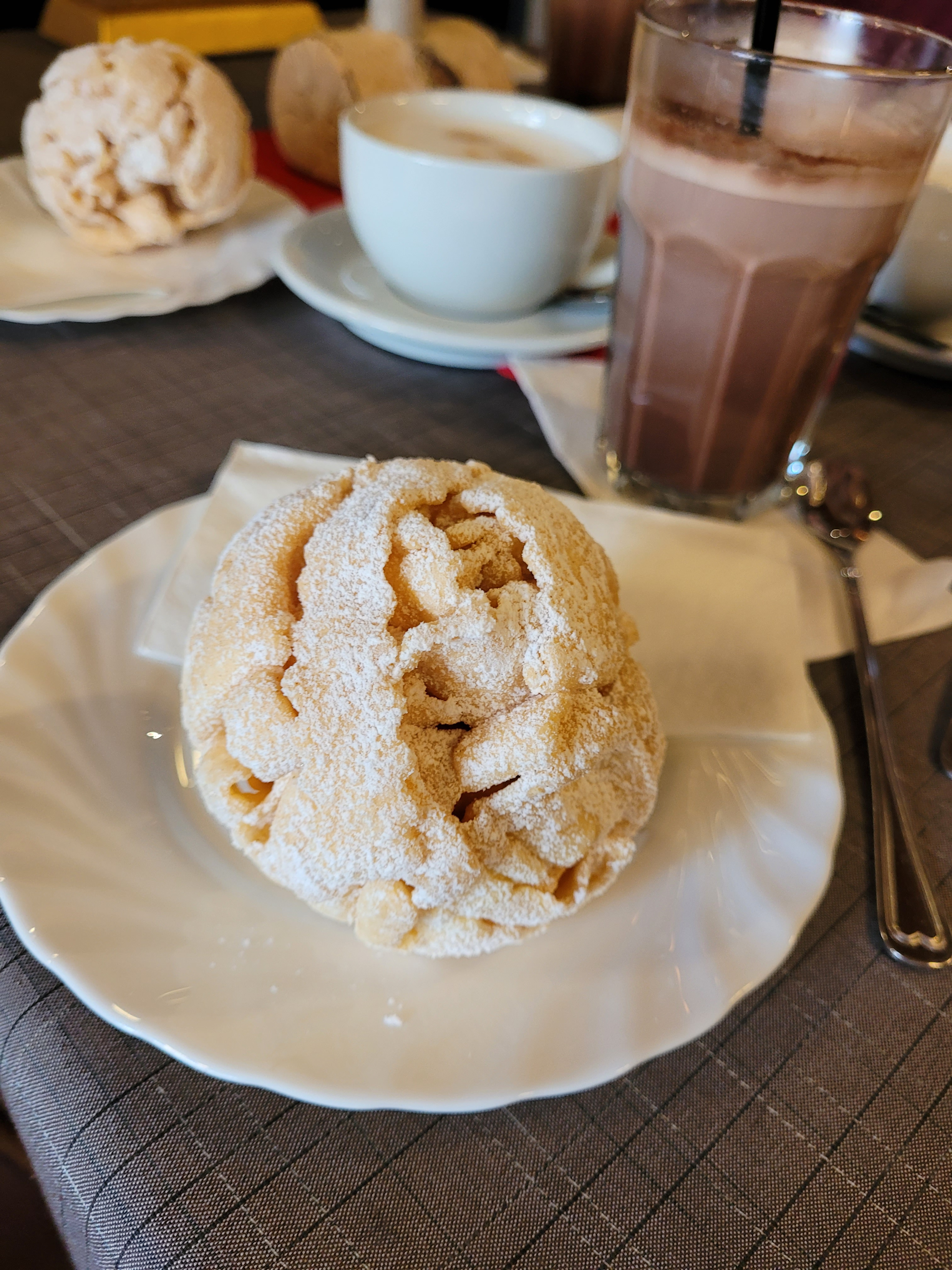
Schneeballen, ein süßes Gebäck aus Mürbeteig, in der Cafeteria des Kriminalmuseums Rothenburg ob der Tauber

Seit mindestens 300 Jahren sind die Schneeballen vor allem in Österreich sowie im Hohenlohischen und Fränkischen bekannt, im Rothenburger Stadtarchiv liegt eine Rechnung vom 8. September 1719 vor. Im Kochbuch der Katharina Prato wurden die Schneeballen auch Maulkörbe genannt. Wurden sie einst vor allem zu besonderen Anlässen wie beispielsweise Hochzeiten serviert, können die runden Gebäckstücke heute rund um Rothenburg ob der Tauber und Dinkelsbühl in den meisten Bäckereien, Konditoreien und Cafés erworben werden. Es gibt sogar Unternehmen, die sich auf die Herstellung von Schneeballen spezialisiert haben und diese in immer neuen Variationen anbieten. Neben den klassischen, mit Puderzucker bestäubten Schneeballen finden sich dort auch mit Schokolade und Nüssen überzogene sowie mit Marzipan, Vanille, Nougat u. a. gefüllte Kreationen. Für Touristen sind die Schneeballen ein beliebtes Mitbringsel. Mittlerweile werden Schneeballen auch auf zahlreichen Weihnachtsmärkten deutschlandweit verkauft.

## Herstellung

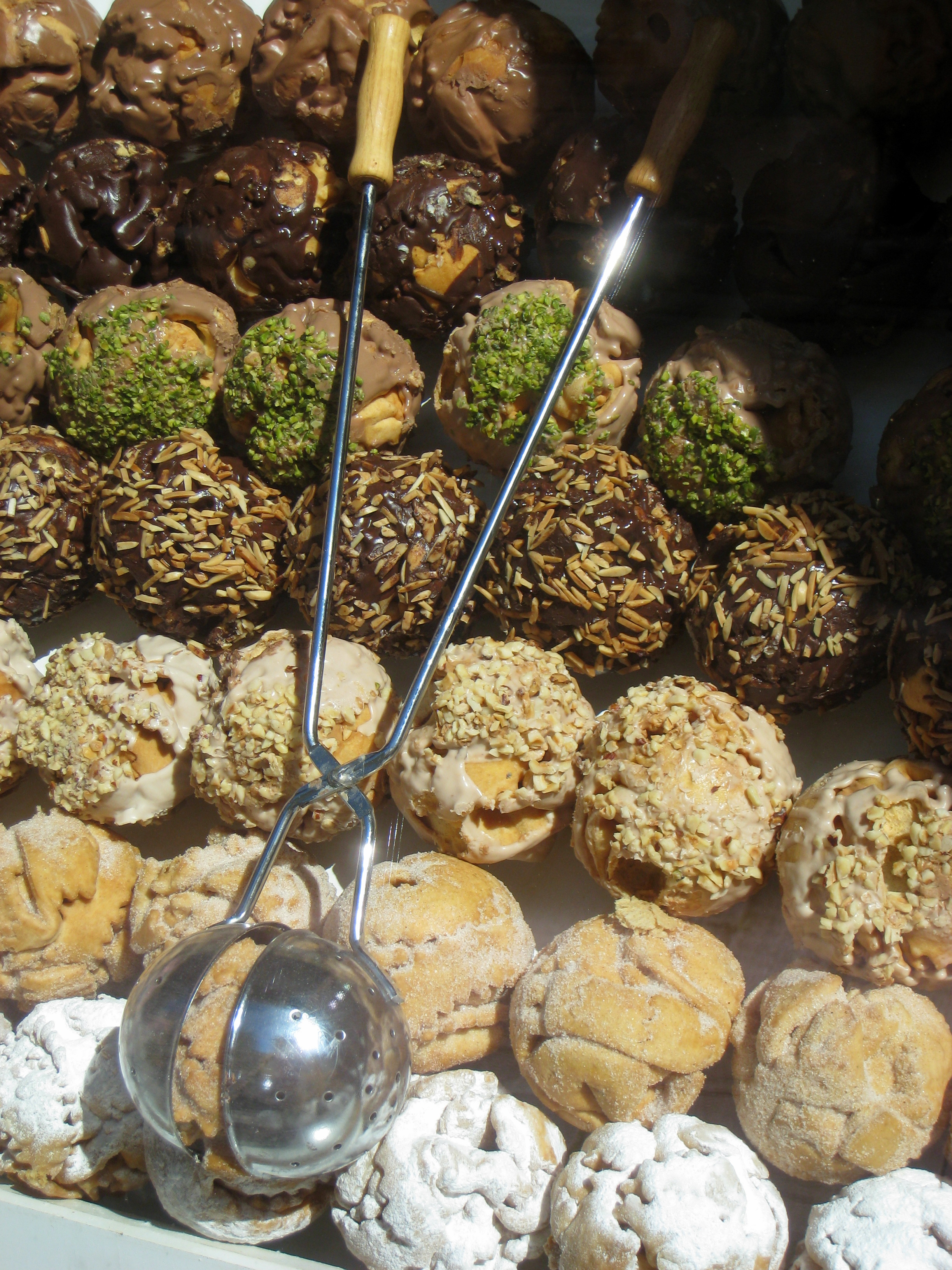
Verschieden überzogene Schneeballen mit Schneeballeisen

Zu den Grundzutaten der Schneeballen zählen meist Mehl, Eier, Zucker, Butter, Sahne sowie Zwetschgenschnaps oder Wein. Um die charakteristische Form zu erhalten, werden mithilfe eines gezackten Teigrädchens gleichmäßige Streifen in den ausgewalzten Teig geschnitten. Im Anschluss daran wird beispielsweise ein Kochlöffel so in den Teig gefädelt, dass abwechselnd ein Streifen über dem Löffelstiel und einer darunter positioniert ist. Schließlich wird der Löffel angehoben, so dass der Teig mit den Streifen ein Grundmuster ergibt. Er wird dann vom Stiel abgestreift und in eine spezielle Zange – auch Schneeballeneisen genannt – gegeben. Diese wird dann in siedendes Fett getaucht, und unter starken Drehbewegungen entsteht im Inneren ein Ballen, der goldbraun ausgebacken wird. Noch warm rollt man ihn in Puderzucker oder Kristallzucker. Auch das Glasieren mit Schokolade oder Fettglasuren ist weit verbreitet. Es existieren auch mit Marzipan oder Nougatmasse gefüllte Schneeballen. Serviert werden sie z. B. mit Fruchtsaft oder Weinchaudeau.

## Haltbarkeit
Da der Schneeballen ein trockenes, dem Keks ähnliches Gebäck ist, hat er eine sehr lange Haltbarkeit. Bis zu acht Wochen kann er gelagert werden, ohne dass eine Kühlung nötig ist.